# Krzysztof Bienias
Krzysztof Bienias (ur. 31 stycznia 1980 w Warszawie) – polski bokser zawodowy, mistrz interkontynentalny federacji WBO. Zakończył zawodową karierę w kwietniu 2013 roku.

## Kariera amatorska
Swoje pierwsze kroki w boksie stawiał w Gwardii Warszawa, gdzie jego opiekunem za czasów juniorskich był Zbigniew Raubo. Jego pierwszym młodzieżowym sukcesem było zdobycie złotego medalu podczas 14. edycji turnieju o srebrną łódkę, który odbywał się w Łodzi w kwietniu 1996 roku.
Największym juniorskim sukcesem Bieniasa było zdobycie wicemistrzostwa Polski do lat dwudziestu w roku 1999 oraz 2000. Tytuły te wywalczył w kategorii półśredniej.
Swój jedyny start jako senior zaliczył w 1999 roku podczas odbywających się w Ostrowcu Świętokrzyskim mistrzostw Polski. Bienias zakończył rywalizację na ćwierćfinale, w którym przegrał wysoko na punkty (0:19) z późniejszym wicemistrzem tych zawodów, Krystianem Boruckim.

## Kariera zawodowa
Po zakończeniu krótkiej kariery amatorskiej, Polak zadebiutował na zawodowym ringu 2 września 2000 roku w Chorzowie. 20-letni wówczas bokser przegrał na punkty z reprezentantem Słowacji Patrickiem Puskasem, który w chwili pokonania Polaka miał rekord 0 zwycięstw i 5 porażek. Do końca 2001 roku stoczył kolejne dziewięć pojedynków, wszystkie wygrywając. Wszystkie te pojedynki toczył w Polsce głównie przeciwko zawodnikom z ujemnymi bilansami walk.
Rok 2002 rozpoczął od lutowego pojedynku z doświadczonym na ringach zawodowych Słowakiem Peterem Feherem. Polak wygrał ten pojedynek przez techniczny nokaut w piątej rundzie. Niecałe dwa miesiące później jego rywalem był niepokonany reprezentant Ukrainy Wołodymyr Chodorowski, który przegrał z Polakiem na punkty po sześciorundowym pojedynku.
4 maja 2002 roku Polak został wyznaczony do pojedynku o pas młodzieżowego mistrza świata federacji IBF w kategorii lekkopółśredniej. W walce o pas pokonał reprezentanta Białorusi Juryja Ramanowa, z którym wygrał jednogłośnie na punkty (96-94, 96-94, 97-94) po dziesięciu rundach. Do końca roku stoczył jeszcze trzy walki, pokonując Mihaia Stana, Antona Glofaka oraz zawodowego mistrza Francji w kategorii lekkiej Francka Patte. Bienias wygrał z Francuzem na punkty, jednak w trakcie walki był dwukrotnie liczony.

### Pojedynki o mistrzostwo Europy
W swojej dwudziestej zawodowej walce, Bienias przystąpił do pojedynku o mistrzostwo Europy EBU w kategorii lekkopółśredniej. Rywalem Polaka był reprezentant Niemiec Oktay Urkal, dla którego była to trzecia obrona mistrzowskiego tytułu. Walka, do której doszło 22 listopada 2003 roku, zakończyła się wysokim zwycięstwem Urkala na punkty. Według oficjalnych kart punktowych, Bienias nie wygrał żadnej rundy w tym pojedynku.
Po wygraniu czterech kolejnych walk w 2004 roku, Polak przystąpił do pojedynku o mistrzostwo Europy z reprezentantem Wielkiej Brytanii Juniorem Witterem, dla którego była to pierwsza obrona tytułu. Walka odbyła się 12 listopada 2004 roku w Londynie i trwała zaledwie dwie rundy. W pierwszej rundzie Bienias doznał rozcięcia nad prawym okiem i był w głębokiej defensywie. Sędzia przerwał pojedynek w następnej rundzie z obawy nad zdrowiem Polaka, gdyż rozcięcie uniemożliwiało mu pełną widoczność.

### Dalsza kariera
20 lutego 2009 zdobył tytuł interkontynentalnego mistrza federacji WBO w wadze półśredniej, pokonując przed czasem Włocha Svena Parisa w 9 rundzie.
17 lipca 2009 obronił tytuł interkontynentalnego mistrza federacji WBO w wadze półśredniej, nokautując w 12. rundzie Włocha Svena Parisa.
12 marca 2010 w swojej drugiej obronie tytuł interkontynentalnego mistrza federacji WBO w wadze półśredniej przegrał przez techniczny nokaut, w 6 rundzie, z Brytyjczykiem Kellem Brookiem. Decyzja sędziego o przerwaniu pojedynku była kontrowersyjna, mimo iż Bienias przez większość walki był w defensywie, nie był zagrożony nokautem.
10 listopada 2012 Bienias przegrał jednogłośnie na punkty, po 12 rundach, pojedynek z Gianlucą Branco, którego stawką był wakujący tytuł Mistrza Unii Europejskiej, federacji EBU. Była to ostatnia walka, w zawodowej karierze Krzysztofa Bieniasa.
20 kwietnia 2013 roku Krzysztof Bienias oficjalnie ogłosił zakończenie kariery bokserskiej, na gali boksu zawodowego w Rzeszowie. Jako zawodowy pięściarz stoczył 48 walk, z czego 42 wygrał (w tym 16 przez nokaut), 5 przegrał i 1 zremisował. Do jego największych osiągnięć, jako boksera zawodowego, należy młodzieżowe Mistrzostwo Świata federacji IBF (2002), w kategorii lekkopółśredniej oraz zdobycie pasa WBO Inter-Continental (2009).

## Tytuły
- Mistrz Interkontynentalny federacji WBO (2009)
- Młodzieżowy mistrz federacji IBF w wadze półśredniej (2002)